# Nathan Phillips
Nathan Scott Phillips (Sunbury, 13 marzo 1980) è un attore australiano.

## Biografia
Inizia la sua carriera nel 1999 partecipando alla soap opera australiana Neighbours. Negli anni seguenti ha preso parte ad altre produzioni televisive come Something in the Air e Saddle Club. Il suo debutto cinematografico avviene nel 2002 con il film Warriors of Virtue: The Return to Tao, sequel di Warriors of Virtue del 1997. Nello stesso anno recita in Australian Rules, per cui ottiene una candidatura come miglior attore ai Film Critics Circle of Australia Awards.
Nel corso degli anni Phillips è stato protagonista di molti film australiani come Take Away, One Perfect Day e Under the Radar. Nel 2005 ha recitato nel film horror Wolf Creek, guadagnando l'attenzione del pubblico internazionale e contribuendo a lanciare la sua carriera cinematografica negli Stati Uniti con ruoli nei film Snakes on a Plane e Redline. Tuttavia, Phillips ha continuato a lavorare in piccole produzioni australiane come West e Balibo. 
Nel 2012 è protagonista del film These Final Hours - 12 ore alla fine, per cui ottiene il premio come miglior attore al Sitges - Festival internazionale del cinema fantastico della Catalogna. Nel 2014 appare nella seconda stagione della serie televisiva The Bridge. Sarà protagonista della serie fantascientifica Hunters, che andrà in onda su Syfy nell'aprile 2016.

## Filmografia

### Cinema
- Warriors of Virtue: The Return to Tao, regia di Michael Vickerman (2002)
- Australian Rules, regia di Paul Goldman (2002)
- In the Realm of the Hackers, regia di Kevin Anderson (2003)
- Take Away, regia di Marc Gracie (2003)
- One Perfect Day, regia di Paul Currie (2004)
- Under the Radar, regia di Evan Clarry (2004)
- You and Your Stupid Mate, regia di Marc Gracie (2005)
- Wolf Creek, regia di Greg McLean (2005)
- Snakes on a Plane, regia di David R. Ellis (2006)
- West, regia di Daniel Krige (2007)
- Redline, regia di Andy Cheng (2007)
- Dying Breed, regia di Jody Dwyer (2008)
- Surfer, Dude, regia di S.R. Bindler (2008)
- Balibo, regia di Robert Connolly (2009)
- Quit, regia di Dick Rude (2010)
- Summer Coda, regia di Richard Gray (2010)
- Satellite of Love, regia di Will James Moore (2012)
- Chernobyl Diaries - La mutazione (Chernobyl Diaries), regia di Bradley Parker (2012)
- These Final Hours - 12 ore alla fine (These Final Hours), regia di Zak Hilditch (2013)
- The Amateur, regia di Carlton Sugarman (2014)
- Blood Vessel - Nave assassina(Blood Vessel) (2019)

### Televisione
- Neighbours – soap opera, 13 episodi (1999)
- Eugenie Sandler P.I. – serie TV, 2 episodi (2000)
- Child Star: The Shirley Temple Story – film TV, regia di Nadia Tass (2001)
- Blue Heelers - Poliziotti con il cuore (Blue Heelers) – serie TV, 1 episodio (2001)
- Something in the Air – serie TV, 12 episodi (2002)
- Saddle Club (The Saddle Club) – serie TV, 25 episodi (2001-2002)
- Stingers – serie TV, 1 episodio (2004)
- La terra dei fuorilegge (Outlaw Country) – film TV, regia di Adam Arkin e Michael Dinner (2012)
- Tiny Commando – miniserie TV, 2 episodi (2013)
- The Bridge – serie TV, 7 episodi (2014)
- Hunters – serie TV (2016)

## Riconoscimenti
- 2014 – Sitges - Festival internazionale del cinema fantastico della Catalogna
  - Miglior attore per These Final Hours – 12 ore alla fine